# Eschdorf (Luksemburg)
Eschdorf (lb. Eschduerf, Eschdöerf) – wieś (Uertschaft) w północno-zachodnim Luksemburgu, w kantonie Wiltz, siedziba administracyjna gminy Esch-sur-Sûre. Do 3 października 2015 miejscowość leżała w dystrykcie Diekirch, a do 31 grudnia 2011 należała do gminy Heiderscheid. Liczy 958 mieszkańców (31 grudnia 2022).